# 안재혁
안재혁安材爀 (1989년 11월 13일 ~ )은 대한민국의 뮤지컬 배우이자 영화배우로 그의 팬과 관계자들로부터 연이은 캐스팅으로 인해 '뮤지컬괴물'이라는 별칭을 얻는다.
육군 간부 중사 출신으로 특이한 이력을 가지고 있다.
전차부대 출신이라 자부심이 굉장히 높은편이다. 중사로 굉장히 일찍 진급한 편이며 군복무시절 뮤지컬<프라미스> 앙상블로 지원해서 뮤지컬 데뷔함.

## 이력
2008년 연극배우 첫 데뷔하였다.

## 뮤지컬

### 작품
- 2013년 국립극장 해오름극장 《더프라미스》 앙상블 역
- 2013년 대구 계명아트센터 대극장 《더프라미스》 앙상블 역
- 2014년 아트플러스 씨어터2관 《담배가게 아가씨》 병렬 역
- 2015년 나루아트센터 대극장 《레미제라블》 뜨루와 역
- 2015년 청주아트홀 대극장 《레미제라블》 뜨루와 역
- 2015년 대구 오페라하우스 대극장 《레미제라블》 뜨루와 역
- 2015년 거창 수승대 극장 《온조》 앙상블 역
- 2015년 논산 문화예술회관 대극장 《레미제라블》 뜨루와 역
- 2015년 가평 문화예술회관 대극장 《레미제라블》 뜨루와 역
- 2015년 천안 문화예술의전당 대극장 《레미제라블》 뜨루와 역
- 2015년 도봉구민회관 대극장 갈라콘서트《지킬앤드하이드》 지킬 역
- 2016년 동해 문화예술회관 대극장 《로미오와 줄리엣》 머큐시오 역
- 2016년 성균관대학교 새천년홀 대극장 《로미오와 줄리엣》 머큐시오 역
- 2016년 보성문화예술회관 대극장 《로미오와 줄리엣》 머큐시오 역
- 2016년 인천학생교육문화회관 대극장 《로미오와 줄리엣》 머큐시오 역
- 2016년 가평문화예술회관 대극장 《로미오와 줄리엣》 머큐시오 역

## 연극

### 작품
- 2008년 한국방송연극영화예술원 소극장 《한 여름밤의 꿈》 보텀 역
- 2008년 한국방송연극영화예술원 소극장《리어스토리》 리어왕 역
- 2009년 대전 드림 아트홀《날 보러와요》 조형사 역
- 2013년 소극장 고도 《안녕,페드라 오래된 염문》 히폴리터 역
- 2019년 문화예술극장CT 《셜록홈즈-진실게임》 왓슨 역
- 2019년 문학시어터 《셜록홈즈-진실게임》 왓슨 역
- 2020년 휴먼씨어터 《행오버》 강철수 역
- 2020년 윈씨어터 《리얼리티》 성민 역

## 방송

### 작품
- 2022년 MBC(채널wavve) 트레이서 시즌2 (국세청직원 역)

- 2021년 SBS 펜트하우스2 (경매사 역)
- 2021년 KBS2 사랑의꽈배기 (웨이터 역)

- 2020년 TVN 구미호뎐 (귀신 왕 역)
- 2020년 채널A 거짓말의거짓말 (경찰 역)
- 2020년 TVN 비밀의숲2 (기자 역)
- 2020년 JTBC 에이틴어게인 (아나운서 역)
- 2020년 OCN 경이로운 소문 (직장인 역)
- 2020년 TVN 여신강림 (재필 친척역)
- 2020년 KBS2 바람피면 죽는다 (신국당 보좌관 역)
- 2020년 KBS2 출사표 (구청 직원 역)
- 2020년 JTBC 허쉬 (기자 역)
- 2020년 TVN 스타트업 (회장 경호원 역)
- 2020년 2020년 JTBC 사생활 (직장인 역)

## 영 화

### 작품
- 2016년 《깡치》 태민 역

## 참고 문헌
- 안재혁, 연극 ‘셜록홈즈 : 진실게임’ 출연 확정..홈즈 파트너 왓슨 역 《NSP통신》
- 방탄소년단 제이홉, 슈가 '대취타' MV 현장 응원 "기 살리러 왔다" [스타엿보기] 《스포츠투데이》
- 방탄소년단 제이홉, 슈가 ‘대취타’ MV 촬영장에 커피차 선물 “민슈가 짱짱맨” 보관됨 2021-10-21 - 웨이백 머신 《헤럴드경제》
- 방탄소년단(BTS) 슈가 ‘대취타’ MV 현장 공개, 제이홉 커피차 쐈다 보관됨 2021-10-18 - 웨이백 머신 《티브이데일리》
- BTS 제이홉, 슈가 ‘대취타’ MV 촬영장에 커피차 선물 “민슈가 짱짱맨” 《엑스포츠뉴스》
- “[육군56사단] 그 기량 그대로 “세월 앞 장사 있네””. 《《국방일보》》. 2019년 7월 24일에 원본 문서에서 보존된 문서.

- 연정모 감독의 느와르 <깡치> 7월 개봉 《무비스트》
- 버려진 청춘들의 잔혹사, 액션 느와르 영화 ‘깡치’ 내달 28일 개봉 확정 《뉴스컬처》
- 웹드라마 ‘달의 쉐프’ 송이주·안재혁·차오빈·한민호 등 지니어스 신예 대거 발탁 《천지일보》
- 웹드라마 '달의 쉐프', 지니어스엔터 송이주 안재혁 차오빈 한민호 캐스팅  《뉴스타운》
- 웹드라마 `달의 쉐프` 송이주, 안재혁, 차오빈 한민호 등 지니어스 신예 대거 발탁 《한국경제》
- 웹드라마 ‘달의 쉐프’ 지니어스엔터 송이주, 안재혁·차오빈·한민호 등 캐스팅 《CCTV뉴스》
- 송이주 안재혁 차오빈 한민호, 웹드라마 ‘달의 쉐프’ 캐스팅 《SBS funE》
- '달의 쉐프' 송이주-안재혁-차오빈-한민호, '음식폭격' 웹드라마에 캐스팅 《국제신문》
- 웹드라마 '달의 쉐프', 송이주·안재혁·한민호·차오빈 캐스팅 《TV리포트》
- 웹드 ‘달의 쉐프’ 송이주·안재혁·한민호·차오빈 합류 확정 《스타서울TV》
- '달의 쉐프' 송이주·안재혁·차오빈·한민호 등 신예 배우 대거 캐스팅 《더팩트》
- 안재혁, ‘프로듀서 101’ 윤서형과 뮤지컬 ‘로미오와 줄리엣’서 만나다 《뉴스천지》
- ‘프로듀스101’ 윤서형, 뮤지컬 ‘로미오와 줄리엣’ 캐스팅…뮤지컬계 신성 안재혁과 인증샷 눈길 《NSP통신》
- '프로듀서 101' 윤서형, 뮤지컬 괴물 안재혁과 로미오와 줄리엣 호흡 《국제신문》
- '프로듀스101' 윤서형, '로미오와 줄리엣' 줄리엣 캐스팅 《스타뉴스》
- 프로듀스101 윤서형 뭐하나 봤더니.. 뮤지컬 괴물 안재혁과 한무대  보관됨 2016-04-12 - 웨이백 머신 《그린데일리》
- ‘프로듀스 101’ 윤서형, 안재혁과 뮤지컬 ‘로미오와 줄리엣’ 캐스팅 《머니위크》
- 뮤지컬 괴물 ‘안재혁’·프로듀서101 ‘윤서형’, 로미오와줄리엣 호흡 《CCTV뉴스》
- '프로듀스101' 윤서형 근황, 안재혁과 뮤지컬 배우로 활동 《TV리포트》
- 안재혁, '로미오와 줄리엣' 원캐스트 "복면가왕 노래실력 덕분" 《TV리포트》
- ‘로미오와 줄리엣’ 안재혁, 동해를 홀리다 《천지일보》
- 신예 안재혁 뮤지컬 ‘로미오와 줄리엣’ 호평일색 《뉴스엔》
- 뮤지컬 신예 안재혁, '로미오와 줄리엣' 머큐시오 역 캐스팅 '기대' 《뉴스타운》
- '뮤지컬 괴물' 안재혁, '로미오와 줄리엣'서 로미오 친구 맡는다…! '승승장구' 《환경일보》
- 뮤지컬 신예 안재혁, '로미오와 줄리엣' 발탁…'미친 연기력' 기대감 《에너지경제》
- 뮤지컬 괴물 안재혁, '로미오와 줄리엣' 캐스팅…어떤 역할? 《한강타임즈》
- 신예 안재혁, 2016년 뮤지컬 무대·스크린 누빌 기대주 급부상 《NSP통신》
- 뮤지컬 괴물 안재혁 로미오와 줄리엣 접수에 팬들도 응원  보관됨 2016-04-12 - 웨이백 머신 《그린데일리》
- 뮤지컬 괴물 ‘안재혁’, ‘로미오와 줄리엣’ 머큐시오역 캐스팅 《CCTV뉴스》
- ‘뮤지컬계 신성’ 안재혁, 뮤지컬 ‘로미오와 줄리엣’ 출연 확정 《NSP통신》
- 안재혁 '로미오와 줄리엣' 머큐시오 캐스팅… 무대+스크린 활약 예고 《스타서울TV》
- 안재혁, 뮤지컬 ‘로미오와 줄리엣’ 전격 캐스팅  《매일경제》
- '뮤지컬 괴물' 안재혁, '로미오와 줄리엣' 캐스팅 《SBS funE》
- '뮤지컬계 유아인' 안재혁 '로미오와 줄리엣' 캐스팅  《화이트페이퍼》
- '뮤지컬계 신성' 안재혁, '갈라콘서트' 이어 '골든타임'까지 접수! 《한강타임즈》
- 신예 안재혁, 뮤지컬에 이어 영화까지! '바쁘다 바빠' 《스포츠월드》
- 신예 안재혁 뮤지컬계 괴물되다, 골든타임까지 접수 《CCTV뉴스》
- 신예 안재혁, 뮤지컬 ‘갈라콘서트’에서 영화 ‘방과후학교’까지 "바쁘다 바뻐" 《SBS funE》
- 신예 안재혁, 뮤지컬계 괴물 등극! '골든타임'까지…'승승장구' 《에너지경제》
- 안재혁, 뮤지컬 '갈라콘서트'부터 영화 '방과후학교'까지…"눈부신 활약" 《뉴스타운》
- 안재혁, 공연 '지킬앤하이드' '골든타임' 연이어 캐스팅  《뉴스1》